# 金龍大
金龍大（김용대，1979年10月11日—），前韩国足球运动员，最後效力于K联赛球队蔚山現代。

## 俱乐部生涯
金龙大毕业于韩国足球名校延世大学。2002年他在K联赛釜山I'cons开始职业足球生涯，2006年转会到城南一和天马，2008年因服兵役而效力于光州尚武。2009年下半赛季金龙大回到城南一和，但他的主力位置已经被郑成龙夺走，于是又在2010赛季转投FC首尔。
在職業生涯最后的一段时间里，金龙大於K联赛球會蔚山现代效力。

## 国家队生涯
金龙大曾入选韩国各级国家足球队，他是韩国国奥队参加2000年夏季奥运会的主力门将。2000年金龙大开始入选韩国国家队，被认为是韩国最好的2号门将，长时间担任李云在的后备。他先后入选过2000年亚洲杯足球赛、2001年洲际国家杯、2002年南美金杯、2004年亚洲杯足球赛、2006年世界杯足球赛和2007年亚洲杯足球赛的名单。之后逐渐淡出国家队。
2010年底，金龙大凭借他在K联赛的出色表现，再次入选韩国队参加2011年亚洲杯足球赛的名单。但没有在杯赛中出场。